# Гезань, Калькидан
Калькидан Гезань (араб. كالكيدان جيزاهيجن‎; род. 8 мая 1991, Аддис-Абеба) − бахрейнская легкоатлетка, серебряный призёр летних Олимпийских игр 2020 в Токио в беге на 10 000 метров. Выступала за Эфиопию до получения гражданства Бахрейна в 2013 году.

## Биография и спортивная карьера
Родилась 8 мая 1991 года в Аддис-Абебе, Эфиопия.
Она завоевала серебряную медаль в беге на 1500 метров на чемпионате мира среди юниоров 2008 года и выиграла еще одно юниорское серебро на чемпионате Африки по легкой атлетике 2009 года, финишировав позади Кастер Семени.
Перейдя на взрослый уровень, Калькидан финишировала девятой в беге на 1500 м на Чемпионате мира 2009 года и пятой в беге на 3000 метров в финале Мировой легкой атлетики 2009 года.
Участвуя в чемпионате мира ИААФ в закрытых помещениях 2010 года, она в разгаре забега столкнулась с Евгенией Золотовой и упала на беговую дорожку. Однако она быстро поднялась, чтобы продолжить гонку, и не только догнала своих соперниц, но и пришла на финиш первой, показав лучшее время среди бегунов в тот день. В финале она превзошла соотечественницу и действующую чемпионку Гелете Бурку и завоевала золотую медаль. Это сделало 18-летнюю спортсменку самым молодым победителем чемпионата мира ИААФ в закрытых помещениях, побив предыдущий рекорд, установленный Габриэлой Сабо 15 годами ранее.
В том году она пропустила сезон на открытом воздухе из-за травмы.
Ее личное лучшее время — 4: 02,98 минуты в беге на 1500 метров, достигнутый в июле 2009 года в Афинах ; 4: 37,76 минуты в беге на милю, достигнутый в сентябре 2009 года в Риети; и 8: 38,61 минуты на 3000 м, достигнутые в сентябре 2009 года в Салониках.
В 2013 году Калькидан Гезань сменила гражданство и начала выступать за Бахрейн.

## Олимпиада 2020 в Токио
На Олимпийских играх в Токио Гезань завоевала серебряную медаль в финале бега на 10 000 метров, уступив первенство спортсменке из Нидерландов Сифан Хассан.